# الغربية (لغديرة)
الغربية هي إحدى مشيخات المملكة المغربية، تتبع جغرافيا لإقليم الجديدة وإداريًا للغديرة. يقدر عدد سكانها بـ 8652 نسمة حسب الإحصاء الرسمي للسكان والسكنى لسنة 2004.